# John Cornell
John Cornell (Kalgoorlie, 2 de marzo de 1941 – Byron Bay, 23 de julio de 2021) fue un actor, guionista, cineasta y empresario australiano.

## Biografía

### Carrera
Cornell nació en Kalgoorlie, Australia Occidental. Inició su carrera como reportero a finales de la década de 1960, trabajando principalmente para el diario The Daily News, y obtuvo reconocimiento en su país al representar el papel de Strop en el programa The Paul Hogan Show. Trabajó nuevamente en varios proyectos con el actor, desempeñándose como guionista y productor del filme Cocodrilo Dundee y como director y productor de su segunda parte, Cocodrilo Dundee II, ambas protagonizadas por Hogan.

### Enfermedad y fallecimiento
Sufría de enfermedad de Parkinson, condición que afectó gravemente su locomoción. Se sometió a una terapia de estimulación cerebral profunda que mejoró su estado de salud durante algunos meses. Falleció el 23 de julio de 2021 en su hogar de Byron Bay a los ochenta años, por complicaciones con la mencionada enfermedad.

## Filmografía
- Almost an Angel (1990) – productor y director
- Cocodrilo Dundee 2 (1988) – productor y director
- Cocodrilo Dundee (1986) – productor y guionista
- Hogan in London (1975) – productor, director y actor
- The Paul Hogan Show (1973 a 1984) – productor, actor y guionista

## Premios y distinciones
Premios Óscar
| Año  | Categoría            | Película         | Resultado |
| ---- | -------------------- | ---------------- | --------- |
| 1987 | Mejor guion original | Crocodile Dundee | Nominado  |